# Diamond-Star Motors
Diamond-Star Motors, vaak afgekort tot DSM, was een joint venture van Mitsubishi Motors Corporation (MMC) en Chrysler Corporation die de gezamenlijke productie van auto's tot doel had. De naam is afgeleid van de logo's van de twee moederbedrijven: de drie ruiten (diamond) in het logo van Mitsubishi en de ster van Chrysler. Drie modellen die door de joint venture werden geproduceerd worden vaak DSM genoemd: de Mitsubishi Eclipse, de Eagle Talon en de Plymouth Laser.

## Geschiedenis
In 1970 nam het Amerikaanse Chrysler een belang van 15% in het Japanse Mitsubishi. Daarop importeerden de Amerikanen verschillende kleine Mitsubishi's die daarop werden verkocht onder de naam Dodge en later ook als Plymouth. Deze geïmporteerde auto's waren succesvol en later werden ook motoren van het Japanse merk in Chrysler-modellen gemonteerd.

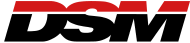
Het logo van Diamond-Star Motors.

Begin jaren tachtig wilde Chrysler zijn zwakke verkoopcijfers opkrikken terwijl Mitsubishi zijn positie in de VS wilde versterken zonder de importquota te schenden. In oktober 1985 richtten beide de Diamond-Star Motors Corporation op. In april 1986 werd begonnen met de bouw van een fabriek in Normal (Illinois, VS) die in maart 1988 af was. In november van dat jaar vond de officiële opening plaats.
De fabriek van 177.000 m² had een jaarlijkse capaciteit van 240.000 voertuigen. De fabriek werd later uitgebreid tot 223.000 m², maar de jaarlijkse capaciteit werd gereduceerd naar 149.000 voertuigen. De productie gebeurde in vijf shops: de walserij, de kunststoffenafdeling, de carrosserieafdeling, de lakkerij en de assemblage.
Oorspronkelijk was Diamond-Star Motors 50/50 verdeeld tussen Mitsubishi en Chrysler. In 1991 kocht Mitsubishi Chryslers deel, waarna de productie van Chrysler-modellen op contractuele basis gebeurde. In 1993 verkocht Chrysler zijn Mitsubishi-aandelen. Op 1 juli 1995 werd de naam Diamond Star Motors gewijzigd in Mitsubishi Motor Manufacturing of America, Inc. (MMMA). In januari 2002 werd de naam opnieuw gewijzigd, nu in Mitsubishi Motors North America Manufacturing Division (MMNA).
In maart 2000, twee jaar na de fusie van Chrysler met Daimler-Benz tot DaimlerChrysler, nam DaimlerChrysler een controlerend belang van 37% in Mitsubishi. Door enkele crises belandde Mitsubishi echter in de rode cijfers en in 2004 weigerde DaimlerChrysler verdere financiële steun. In 2005 deed DaimlerChrysler zijn laatste aandelen van de hand.
Medio 2015 viel het besluit de fabriek te sluiten. Hierbij verloren 1000 medewerkers hun baan.
De fabriek werd in 2017 gekocht door Rivian voor de productie van elektrische voertuigen.

## Gebouwde modellen
De MMNA-fabriek heeft volgende automodellen geproduceerd:
| Afbeelding | Model                    |  | Afbeelding | Model                               |
| ---------- | ------------------------ |  | ---------- | ----------------------------------- |
|            | Mitsubishi Eclipse coupé |  |            | Plymouth Laser coupé                |
|            | Eagle Talon coupé        |  |            | Mitsubishi Mirage sedan             |
|            | Eagle Summit sedan       |  |            | Mitsubishi Galant sedan             |
|            | Dodge Avenger coupé      |  |            | Chrysler Sebring coupé              |
|            | Dodge Stratus coupé      |  |            | Mitsubishi Eclipse spyder cabriolet |
|            | Mitsubishi Endeavor SUV  |  |            |                                     |

## Productieaantallen
Opgave Mitsubishi.
- 1988: 2409
- 1989: 90.741
- 1990: 148.379
- 1991: 153.936
- 1992: 139.783
- 1993: 136.035

- 1994: 169.829
- 1995: 218.161
- 1996: 192.961
- 1997: 189.086
- 1998: 157.139
- 1999: 161.844

- 2000: 222.036
- 2001: 193.435
- 2002: 202.352
- 2003: 173.699
- 2004: 113.435
- 2005: 87.791

- 2006: 92.499
- 2007: 78.771
- 2008: 59.018
- 2009: 18.502
- 2010: 29.375
- 2011: 31.114

- 2012: 47.837
- 2013: 69.766
- 2014: 61.974
- 2015: 38.186
- 2016: --

In oktober 1995 werd de miljoenste auto geproduceerd, in februari 2001 volgde de twee miljoenste en in oktober 2009 de drie miljoenste.